# Sisor chennuah
Sisor chennuah är en fiskart som beskrevs av Ng och Lahkar 2003. Sisor chennuah ingår i släktet Sisor och familjen Sisoridae. IUCN kategoriserar arten globalt som otillräckligt studerad. Inga underarter finns listade i Catalogue of Life.